# Paul M. Wundsch
Paul Mathias Wundsch (ur. 1780, zm. 6 kwietnia 1849 w Sopocie) – urzędnik, Honorowy Obywatel Miasta Gdańska.

## Życiorys
Paul M. Wundsch urodził się w 1780. Od 1814 mieszkał w Gdańsku, gdzie został najpierw królewskim inspektorem celnym, a następnie naczelnikiem urzędu celnego w Nowym Porcie. W 1847, w 50-lecie pracy oraz w nagrodę za popieranie rozwoju handlu gdańskiego otrzymał tytuł honorowego obywatela. Po przejściu na emeryturę zamieszkał w Sopocie, gdzie zmarł 6 kwietnia 1849.